# Antherotoma tisserantii
Antherotoma tisserantii är en tvåhjärtbladig växtart som först beskrevs av Jacq.-fél., och fick sitt nu gällande namn av Jacq.-fél.. Antherotoma tisserantii ingår i släktet Antherotoma och familjen Melastomataceae. Inga underarter finns listade i Catalogue of Life.